# Zdeněk Škára
Zdeněk Škára (Olomouc, 23 de fevereiro de 1950) é um ex-handebolista checoslovaco, medalhista olímpico.
Em Olimpíadas, ele atuou em uma partida.

## Títulos
- Jogos Olímpicos:
  - Prata: 1972